# 加兴科教中心站
加兴科教中心站（德語：U-Bahnhof Garching-Forschungszentrum）是慕尼黑地铁6号线位于大学城加兴的一座车站，是加兴全程车的终点站，毗邻慕尼黑工业大学加兴校区（包含数学系、机械工程系、计算机科学系、物理系和化学系等）。著名的有马克斯·普朗克学会的众多研究所，欧洲南方天文台总部，还有慕尼黑大学的物理系，和通用电器全球研究中心等大学和研究机构。在2015年之前，从加兴开往慕尼黑的地铁无论是否高峰时段全部为每20分钟一半。从2015年起，班次调整为高峰时段每10分钟一班，低峰时段每20分钟一班，大大加强了加兴与慕尼黑的交通往来便捷度。

## 票价争议
在2013年冬季学期之前，因加兴位于慕尼黑交通线路网7圈所产生高昂的交通费，远远超出大部分学生能够承受的范围，许多学生选择只买内圈车票（1-4圈）而在弗吕马宁站之后的站点逃票，因而造成在地铁6号线加兴段的查票频率非常高。2013年10月后随着学期票在慕尼黑的推广，绝大部分学生选择购买有效期为半年的学期票（涵盖1-16圈），因而逃票人员大大减少，随之在弗吕马宁站至加兴科教中心站段的查票频率也大大降低。